# Eublemma thurneri
Eublemma thurneri là một loài bướm đêm trong họ Erebidae.